# Stigmatopteris alloeoptera
Stigmatopteris alloeoptera là một loài thực vật có mạch trong họ Dryopteridaceae. Loài này được (Kunze) C. Chr. miêu tả khoa học đầu tiên năm 1909.